# Derült égből fasírt (televíziós sorozat)
A Derült égből fasírt (eredeti cím: Cloudy with a Chance of Meatballs) 2017 és 2018 között vetített kanadai–amerikai televíziós 2D-s számítógépes animációs szitkom, amelyet Mark Evastaff és Alex Galatis alkotott a 2009-es azonos című 3D-s számítógépes animációs film alapján.
Amerikában 2017. február 20-án, míg Magyarországon 2017. szeptember 18-án a Cartoon Network és a Boomerang mutatta be.

## Ismertető
Flint Lockwood, a Derült égből fasírt főszereplője egy tinédzser, aki arról álmodik, hogy komoly tudós lesz és találmányaival megváltoztatja a világot. Flint nem szeretne szardíniával foglalkozni, mint mindenki más a városban, ő a tudománynak szeretne élni.
Flint természetesen nem egyedül végzi kísérleteit: jóbarátja Sam Sparks, az új lány, aki nemrég költözött a városba. Az időjósgyakornok Sam és Flint gyorsan megtalálják a közös hangot, úgyszólván lelki társak. Miközben a két különc közös találmányaik megvalósításán dolgozik, sok vicces kalandot él át, és gyakran sietnek a városlakók segítségére.

## Szereplők
| Szereplő                | Eredeti hang    | Magyar hang                                                                       |
| ----------------------- | --------------- | --------------------------------------------------------------------------------- |
| Flint Lockwood          | Mark Edwards    | Hevér Gábor                                                                       |
| Steve                   | Mark Edwards    | Seszták Szabolcs                                                                  |
| Sam Sparks              | Katie Griffin   | Nemes Takách Kata                                                                 |
| Bébi Brent              | David Berni     | Baráth István                                                                     |
| Tim Lockwood            | Seán Cullen     | Barbinek Péter                                                                    |
| Shelbourne polgármester | Seán Cullen     | Csankó Zoltán                                                                     |
| Gil                     | Patrick McKenna | Bogdán Gergő                                                                      |
| Manny                   | Patrick McKenna | TBA                                                                               |
| Earl Devereaux          | Clé Bennett     | Petridisz Hrisztosz                                                               |
| Ucjuro, a szemétrobot   | Nathan Simpson  | Karácsonyi Zoltán                                                                 |
| További magyar hangok   | TBA             | - Berkes Boglárka (Egy diák) - Mészáros Máté (Hector) - Várday Zoltán (Öreg Rick) |

### Magyar változat[5]
A szinkront az SDI Media Hungary készítette.
- Felolvasó: Pál Tamás
- Magyar szöveg: Csizmás Kata
- Hangmérnök: Weichinger Kálmán
- Vágó: Pilipár Éva
- Gyártásvezető: Németh Piroska
- Szinkronrendező: Dezsőffy Rajz Katalin
- Produkciós vezető: Varga Fruzsina

## Epizódok
| Évad | Évad | Epizódok | Eredeti sugárzás  | Eredeti sugárzás | Magyar sugárzás      | Magyar sugárzás   |
| Évad | Évad | Epizódok | Évadpremier       | Évadfinálé       | Évadpremier          | Évadfinálé        |
| ---- | ---- | -------- | ----------------- | ---------------- | -------------------- | ----------------- |
|      | 1    | 52       | 2017. február 20. | 2018. január 11. | 2017. szeptember 18. | 2018. március 14. |
|      | 2    | 52       | 2018. április 7.  | 2018. június 30. | 2018. november 5.    | 2019. március 18. |